# Альонкіно (Гагарінський район)
Альонкіно (рос. Аленкино) — присілок Гагарінського району Смоленської області Росії. Входить до складу Покровського сільського поселення.
Населення — 27 осіб.